# 12 Mighty Orphans
12 Mighty Orphans (en España: Doce huérfanos y en Hispanoamérica: Espíritu de lucha) es una película deportiva e histórica estadounidense de 2021. Retrata el libro de no ficción «Twelve Mighty Orphans» de Jim Dent.
Está protagonizada por Luke Wilson, Vinessa Shaw, Wayne Knight, Martin Sheen y la leyenda Robert Duvall hace un cameo. La película se estrenó el 11 de junio de 2021 por Sony Pictures Classics, recibió críticas positivas de los críticos y recaudó US$ 3.4 millones.

## Trama
En los Estados Unidos de 1929 y durante la Gran Depresión, el veterano de guerra Rusty Russell se muda con su familia a Fort Worth, una ciudad de Texas, para asumir junto a su esposa los puestos de profesores en el Hogar Masónico de Huérfanos. El orfanato cuida a 150 niños, maneja una imprenta y administra una granja.
Russell organiza un equipo masculino de fútbol americano a pesar de no contar con un campo, equipamiento (solo un balón) ni indumentaria y logra inscribirlo en el campeonato metropolitano del área, al mismo tiempo que con su esposa logran mejorar el desempeño académico de todos los niños. Gracias a la «ofensiva extendida», una estrategia inventada por Russell para contrarrestar el peso bajo respecto a otros equipos, el equipo inicia una racha ganadora y se hace conocido en todo el país, incluso por el presidente Franklin D. Roosevelt.

## Producción
El rodaje se llevó a cabo inicialmente durante siete semanas, del 7 de octubre al 25 de noviembre de 2019, en las ciudades texanas de Cleburne, Fort Worth y Weatherford. Alice Eve se unió inicialmente al proyecto al principio del desarrollo, pero se retiró por razones desconocidas poco después.

### Mercadotecnia
Sony Pictures Classics adquirió los derechos de distribución mundial de la película en enero de 2021, cinco meses antes del lanzamiento oficial.
Tuvo un estreno limitado el 11 de junio y una semana después fue el estreno nacional. Se estrenó en todo el mundo tres meses después, el 17 de septiembre.

## Recepción
En su primer fin de semana, la película ganó $ 251.569 en 132 salas. Se expandió a 1.047 salas de cine el fin de semana siguiente, ganando un estimado de $ 870.000 y terminando en el octavo lugar en la taquilla.

### Crítica
En Rotten Tomatoes la película tiene un índice de aprobación del 63%, basado en 88 reseñas y con una calificación promedio de 6/10. El consenso de los críticos del sitio dice: «12 Mighty Orphans despertará a los fanáticos fieles de los dramas deportivos inspiradores pasados de moda, pero el público objetivo ha visto este tipo de cosas hechas antes de manera más efectiva».
En Metacritic, la película tiene una puntuación media ponderada de 44 sobre 100 reseñas, basadas en 14 críticos, lo que indica «críticas mixtas o promedio». El público encuestado por PostTrak le dio a la película una puntuación positiva del 80% y el 75% dijo que definitivamente la recomendaría.
Peter Debruge de la revista Variety la llamó «Cuadrada pero satisfactoria. A veces las hacen como antes».